# Chukudu

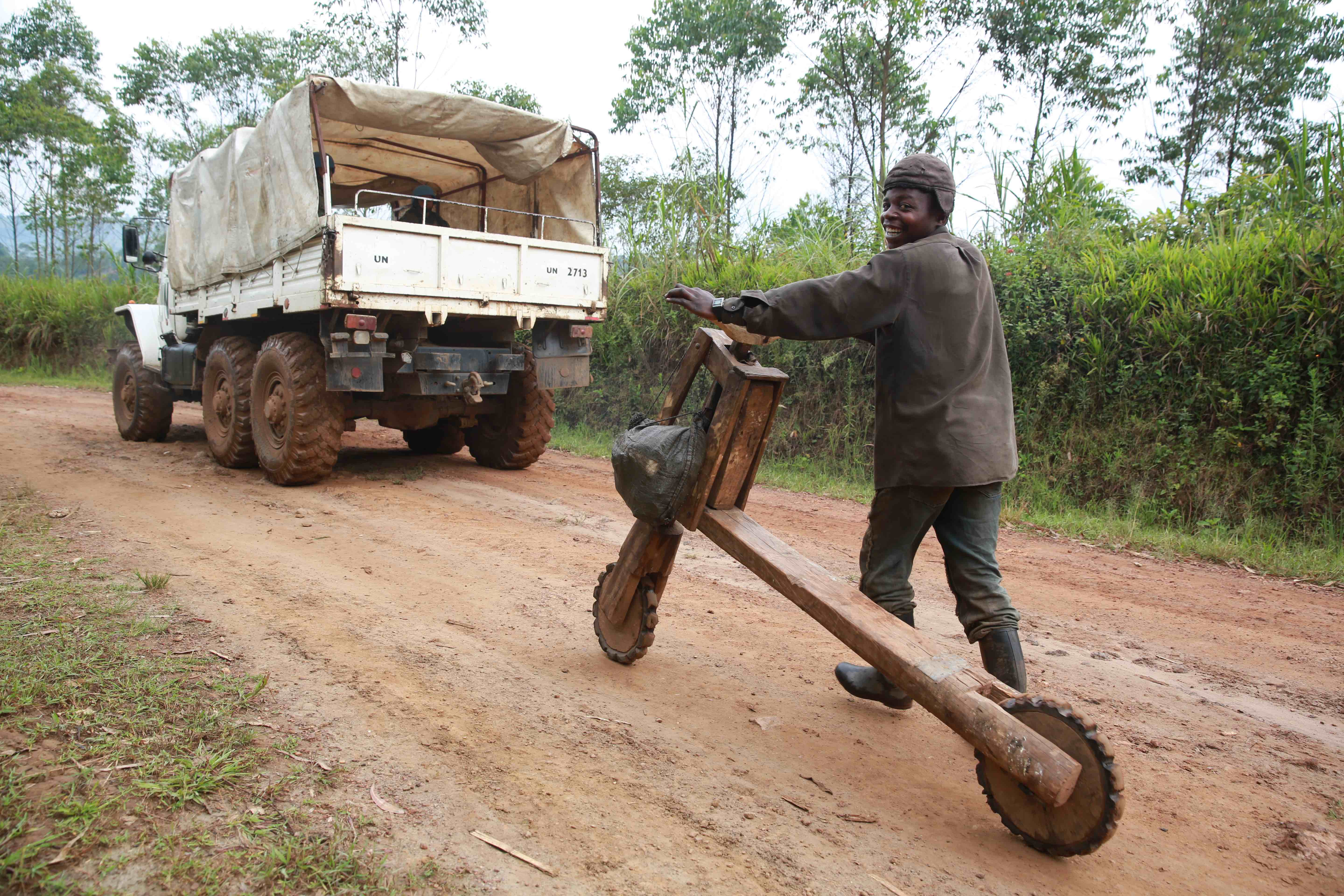
Un ragazzo spinge un chukudu nella provincia del Kivu Nord

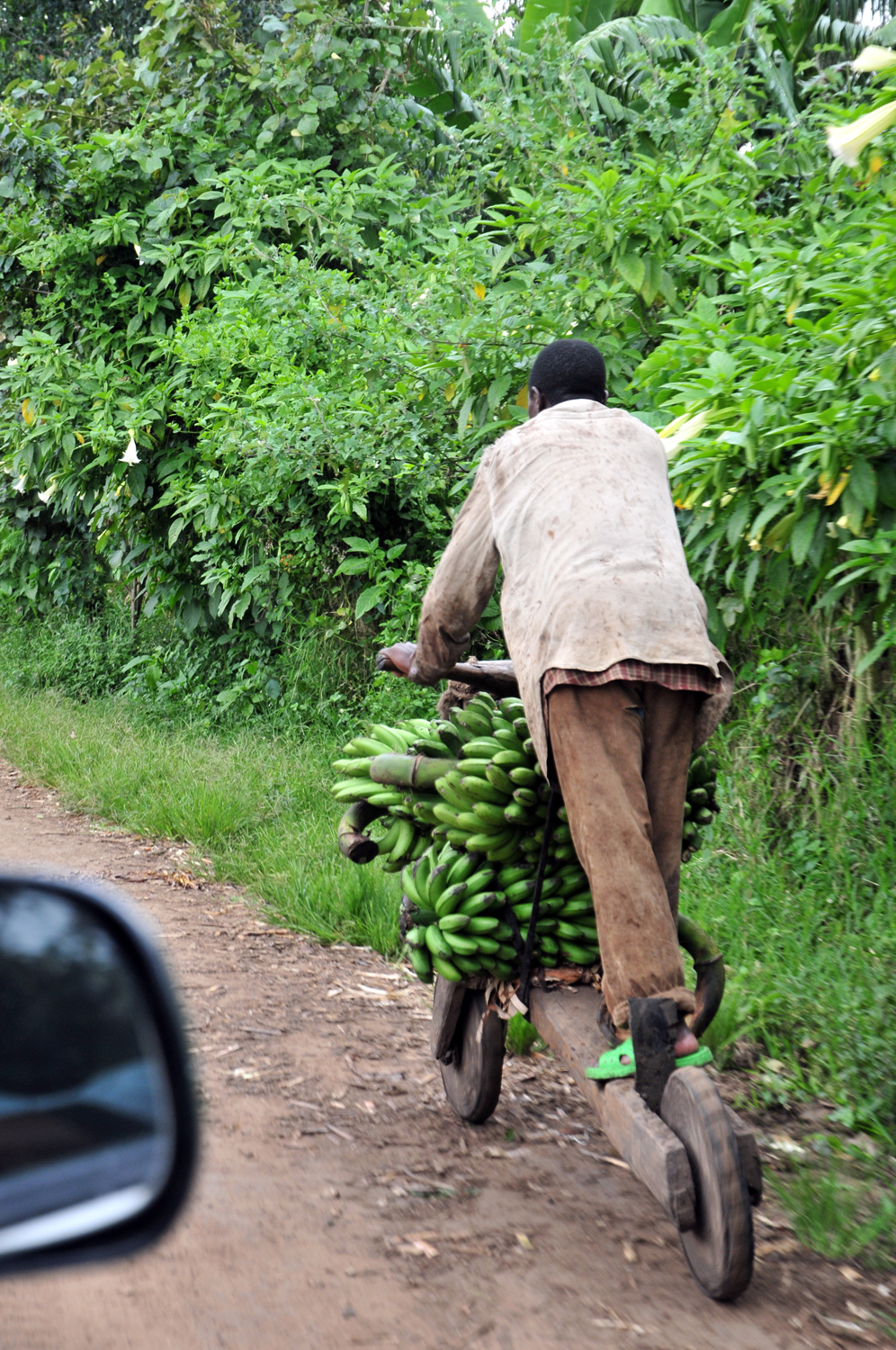
Trasporto di banane con un chukudu

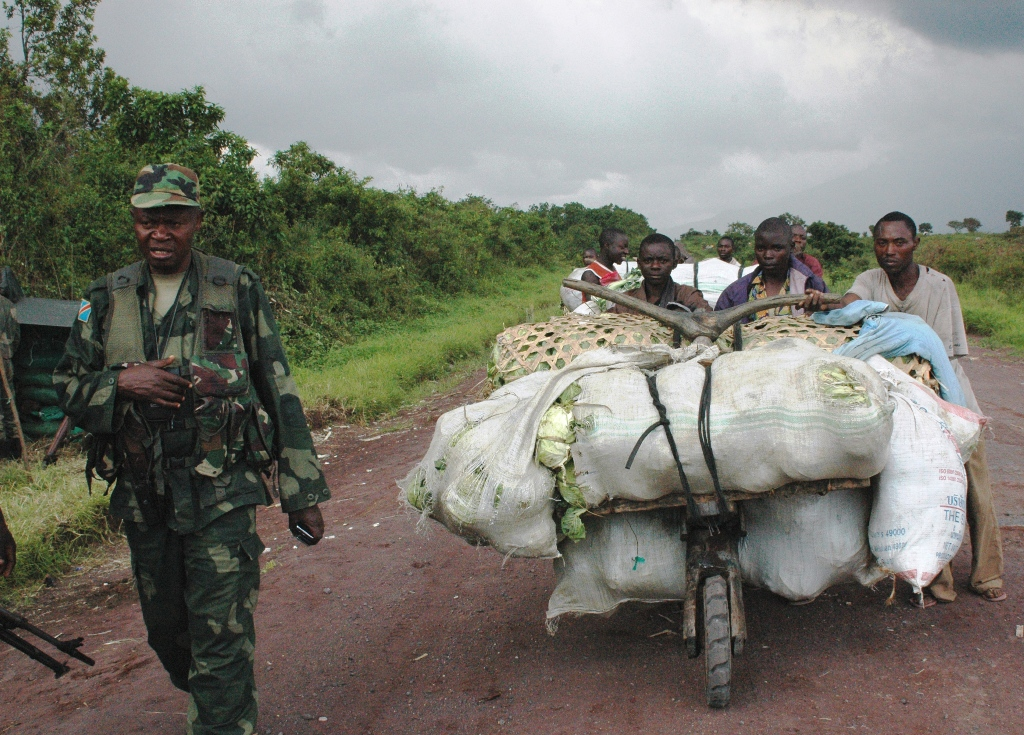
Trasporto di merce fresca a Goma

Il chukudu (o chikudu, chokoudou, tshukudu) è un veicolo artigianale a due ruote utilizzato nella parte orientale della Repubblica Democratica del Congo. È fatto principalmente di legno, ed è utilizzato per il trasporto di merci.
Il chukudu ha generalmente un telaio angolare, due piccole ruote (spesso di legno, a volte rivestite in gomma), manubrio e un'imbottitura su cui l'operatore può posizionare il ginocchio mentre spinge il veicolo con la gamba. Percorrendo una discesa, il ciclista sta sulla pedana alla stessa stregua di un monopattino. Su terreno pianeggiante, il ciclista può mettere un ginocchio sulla pedana e spingere il veicolo con l'altro piede come un knee scooter.
In alcune varianti è possibile aggiungere degli ammortizzatori o parafanghi.

## Storia
I primi chukudu appaiono negli anni '70 nella provincia del Kivu Nord, durante il difficile periodo economico avuto sotto la guida di Mobutu Sese Seko.
Nel 2008, i chikudu venivano venduti per 100 dollari americani con un costo dei materiali di produzione di circa 60 dollari. Similarmente, nel 2014 costavano tra i 50 e i 100 dollari e venivano utilizzati per guadagnare fino a 10 dollari al giorno, in un’area in cui la maggior parte delle persone vive con meno di 2 dollari al giorno. Un articolo del 2014 ha stimato un costo di circa 150 dollari, che il guidatore può ripagare in circa sei mesi, guadagnando 10-20 dollari al giorno.

## Costruzione
Nella città di Goma, dove i chukudu costituiscono la "spina dorsale del sistema di trasporto locale", essi sono fatti di legno duro di mumba e legno di eucalipto, con pneumatici di scarto per i battistrada delle ruote. I chukudu richiedono da uno a tre giorni per essere costruiti ed hanno una durata media che si attesta tra i due e i tre anni. La dimensione più comunemente usata è di circa 2 metri di lunghezza ed è in grado di trasportare un carico di circa 450 chilogrammi. Tuttavia, i chukudu più grandi e resistenti possono trasportare pesi sino a 800 chilogrammi. Alcuni chukudu sono dotati di sospensione alla ruota anteriore, sotto forma di molla metallica o di elastici tensionati.
Un piccolo chukudu, già utilizzabile al trasporto, può essere costruito in circa tre ore utilizzando legname e materiale facilmente reperibile in qualsiasi ferramenta.
Il chukudu è personalizzabile al fine di trasportare diverse tipologie di carico. Ad esempio, per trasportare la legna da ardere, alcuni chukudu hanno un foro praticato al centro del ponte di seduta e l'operatore può inserire un bastone per tenere la legna in posizione. Altri hanno un grande cestino per trasportare vari carichi.